# レオン・ティエルスラン
レオン・ティエルスラン（Léon Thiércelin、生没年不明）は、ハイチの男子フェンシング選手。
1900年のパリオリンピックにハイチから初のオリンピック選手として出場した。出場種目はエペマスターズとフルーレマスターズでそれぞれ予選敗退と、怪我による出場棄権に終わっている。